# Chim Vàn
Chim Vàn là một xã thuộc huyện Bắc Yên, tỉnh Sơn La, Việt Nam.
Xã Chim Vàn có diện tích 72,27 km², dân số năm 1999 là 3760 người, mật độ dân số đạt 52 người/km².